# Claudio Antonioli
Claudio Antonioli (ur. 4 grudnia 1962 w Mediolanie) – włoski kierowca wyścigowy.

## Kariera
Antonioli rozpoczął karierę w międzynarodowych wyścigach samochodowych w 1984 roku od startów we  Włoskiej Formule 3. Z dorobkiem trzech punktów uplasował się na trzynastej pozycji w klasyfikacji generalnej. Rok później w tej samej serii stanął już raz na podium. Uzbierane siedem punktów dało mu jedenaste miejsce w końcowej klasyfikacji kierowców. W 1986 Włoch został zgłoszony do czterech wyścigów Formuły 3000. Zakwalifikował się tylko do wyścigu na torze ACI Vallelunga Circuit, gdzie zajął siedemnaste miejsce. Został sklasyfikowany na 43 pozycji w końcowej klasyfikacji kierowców.